# Geir
Geir  è un nome proprio di persona norvegese maschile.

## Origine e diffusione

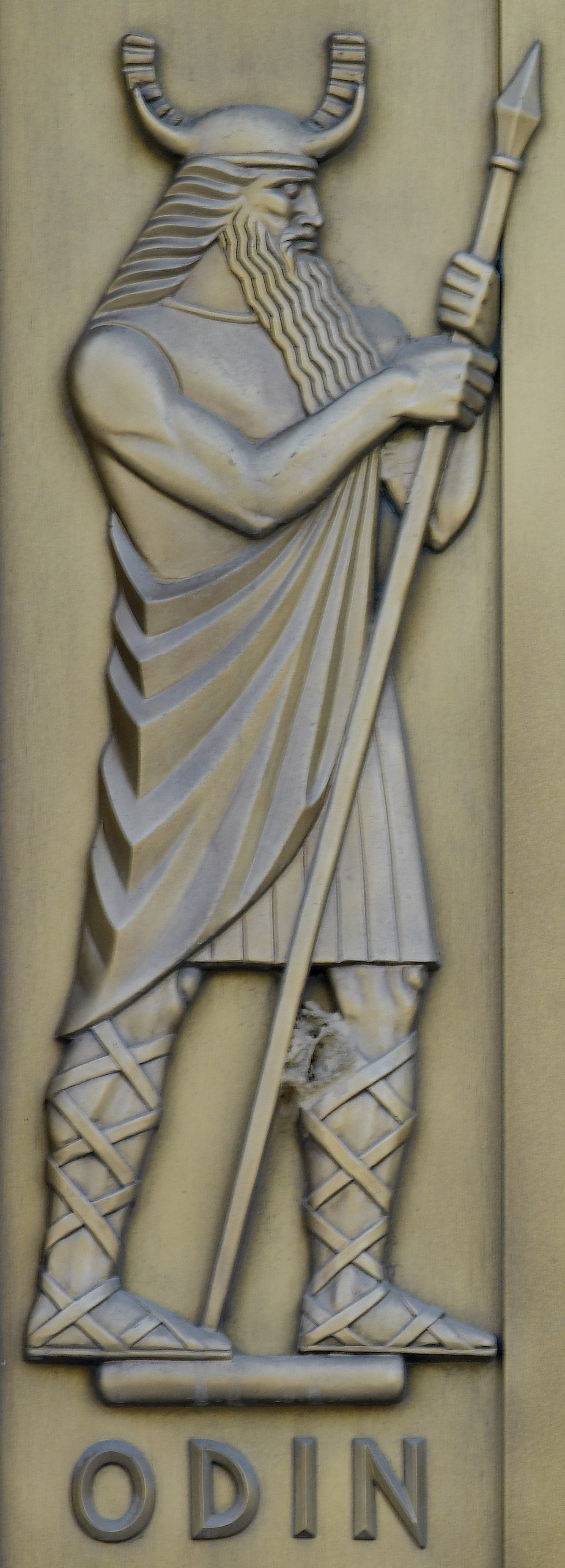
Odino con la sua lancia Gungnir in un bassorilievo nel John Adams Building della Biblioteca del Congresso

Continua il nome norreno Geirr, che significa letteralmente "lancia"; tale radice è presente in svariati altri nomi germanici, quali Gerardo, Giraldo, Gerilde, Anscario, Holger, Roar, Torgeir e via dicendo.

## Onomastico
Si tratta di un nome adespota, cioè che non ha santo patrono. L'onomastico ricorre quindi il 1º novembre, giorno di Ognissanti.

## Persone
- Geir Andersen, combinatista nordico norvegese
- Geir Bakke, calciatore e allenatore di calcio norvegese
- Geir Björklund, scrittore norvegese
- Geir Einang, biatleta norvegese
- Geir Ludvig Fevang, calciatore norvegese
- Geir Frigård, calciatore norvegese
- Geir Hilmar Haarde, politico islandese
- Geir Hasund, calciatore norvegese
- Geir Henæs, calciatore norvegese
- Geir Herrem, calciatore norvegese
- Geir André Herrem, calciatore norvegese
- Geir Holte, fondista norvegese
- Geir Ivarsøy, informatico norvegese
- Geir Johansen (1960), calciatore norvegese
- Geir Johansen (1968), calciatore norvegese
- Geir Karlsen, calciatore norvegese
- Geir Mediås, calciatore norvegese
- Geir Sperre, calciatore norvegese